# Jean-Baptiste Poulain de Boutancourt
Jean-Baptiste Celestin Poulain de Boutancourt est un homme politique français né le 23 avril 1758 à Boutancourt (Ardennes) et décédé le 10 octobre 1802 à Sézanne (Marne).
Maitre de forges à Audun, il est élu député du tiers état pour le bailliage de Vitry-le-François. Il secrétaire de l'assemblée en 1791. Il est député de la Marne à la Convention, votant la détention de Louis XVI. Il est élu au Conseil des Cinq-Cents le 21 vendémiaire an IV, réélu en l'an VI. Favorable au coup d'État du 18 Brumaire, il siège au corps législatif jusqu'à son décès en 1802.
Il est l'ancêtre de la famille Poulain d'Andecy, mais aussi, à travers son arrière-petite-fille Louise Poulain d'Andecy, épouse d'Henri Poincaré, du journaliste Nicolas Poincaré.

## Sources
- « Jean-Baptiste Poulain de Boutancourt », dans Adolphe Robert et Gaston Cougny, Dictionnaire des parlementaires français, Edgar Bourloton, 1889-1891 [détail de l’édition]